# Bear Stearns
Bear Stearns (рус. Беар Стернс) — до 2008 года один из крупнейших инвестиционных банков и игроков на финансовых рынках мира. Банк базировался в Нью-Йорке. Акции Bear Stearns входили в фондовый индекс S&P 500.
Bear Stearns был основан 1 мая 1923 года Джозефом Эйнсли Беаром, Робертом Стернсом и Гарольдом Мейером как акционерный торговый дом с уставным фондом в 500 тыс. долларов. Фирме удалось без увольнений пережить Биржевой крах 1929 года, и в 1933 году они открыли первый дочерний офис в Чикаго. В 1955 году был открыт первый международный офис в Амстердаме.
В августе 2007 года банк оказался в центре кризиса ипотечного кредитования. На то время он являлся пятым по величине инвестиционным банком США. В результате два хедж-фонда под его управлением потеряли на инвестициях в ипотечные облигации почти все деньги клиентов ($1,6 млрд), что вызвало панику на фондовом рынке.
14 марта 2008 года банк объявил, что нуждается в срочном финансировании для исполнения обязательств по выплатам из-за продолжающегося в стране кредитного кризиса. Федеральная резервная система США и банк JPMorgan Chase согласились выделить дополнительное финансирование. Сразу после этой новости акции Bear Sterns упали на 47 %.
16 марта 2008 года банк объявил, что принимает предложение о поглощении от JPMorgan Chase за 236,2 млн долларов, или по 2 доллара за акцию (14 марта акции Bear Stearns оценивались в 30 долларов). Такая низкая цена покупки свидетельствовала о наличии серьёзных долгов у Bear Stearns.